# Chicago Board of Trade

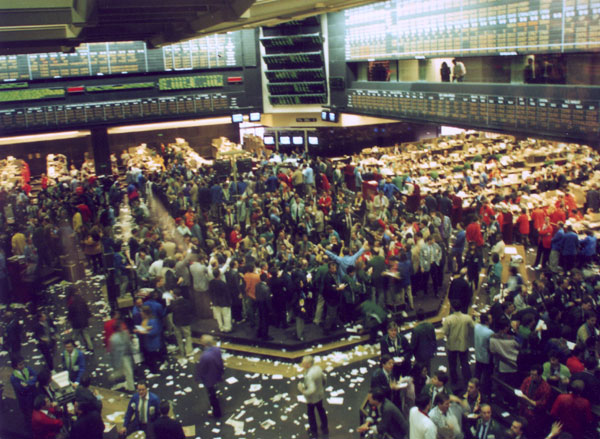
Wnętrze giełdy w Chicago w 1993

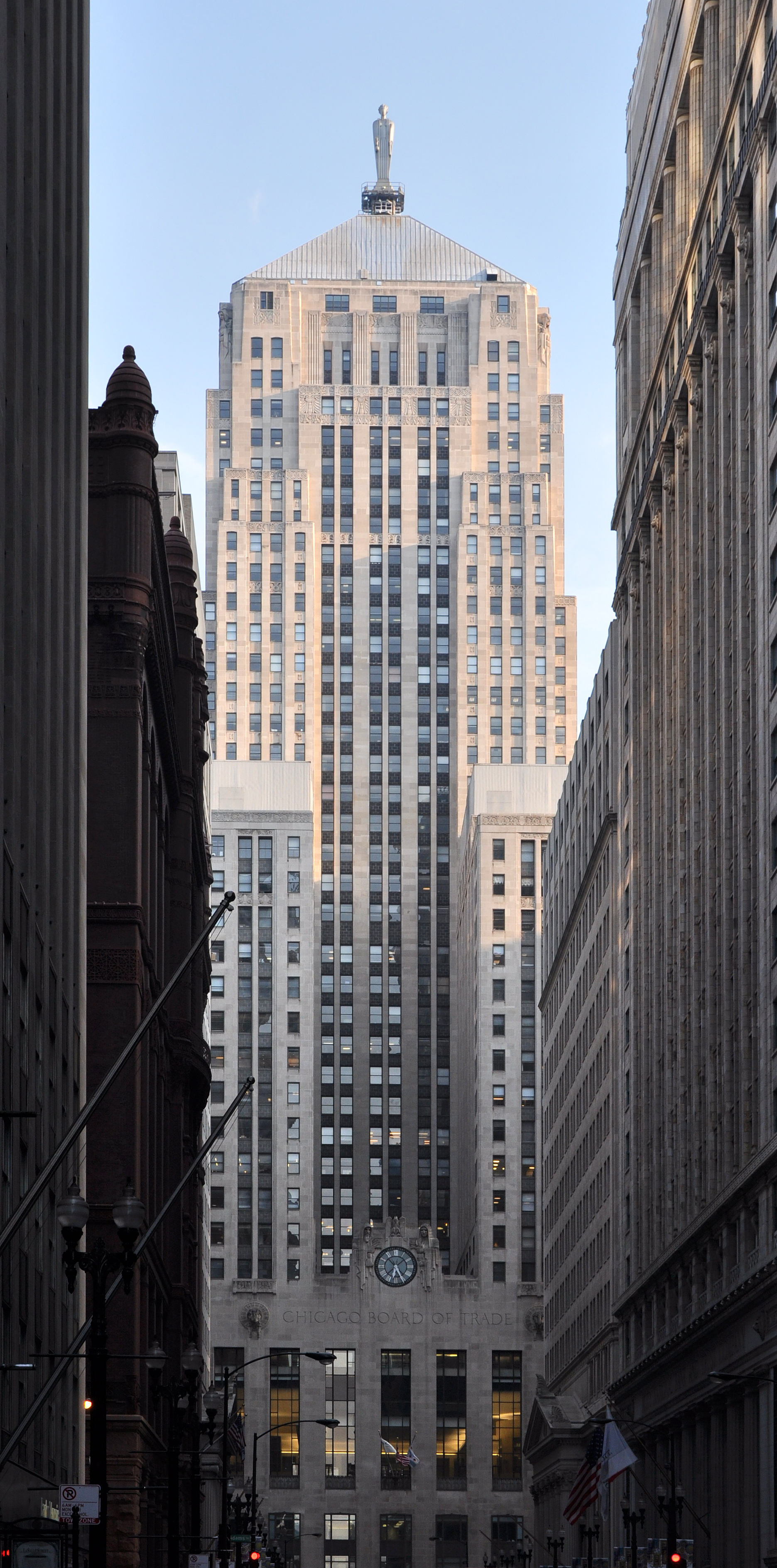
Budynek giełdy w Chicago

Chicago Board of Trade (CBOT) – najstarsza na świecie giełda kontraktów terminowych założona w 1848 r. w Chicago.
Przeszło 50 różnego rodzaju kontraktów terminowych i opcji jest handlowanych przez około 3600 członków giełdy. W 2003 obrót na giełdzie wyniósł 454 miliony kontraktów. W lipcu 2007 roku akcjonariusze giełdy towarowej Chicago Board of Trade zgodzili się na fuzję z Chicago Mercantile Exchange za kwotę 11,3 mln dolarów. Dzięki temu CBOT stało się jedną z największych giełd w kraju. Fuzja połączyła dwie duże instytucje w Chicago, które od ponad stu lat konkurowały na rynku handlu derywatami. Zarząd CBOT od razu poparł fuzje ze swoim rywalem. Departament Sprawiedliwości nie znalazł żadnych przesłanek by fuzja stanowiła zagrożenie dla konkurencji na rynku.

## Siedziba
Od 1930 notowania giełdy CBOT znajdują się w budynku przy West Jackson Boulevard 141 w Chicago. Budynek został zaprojektowany przez architektów Holabird & Root, ma 184 m wysokości i był najwyższym budynkiem w Chicago do 1965 roku, kiedy to wybudowano Richard J. Daley Center.